# Fan Lina
En aquest nom xinès, el cognom és Fan.
Fan Lina és una esportista xinesa que va competir en piragüisme en la modalitat d'aigües tranquil·les, guanyadora d'una medalla de plata en el Campionat Mundial de Piragüisme de 2002 en la prova de K4 1000 m.

## Palmarès internacional
| Campionat Mundial | Campionat Mundial  | Campionat Mundial | Campionat Mundial |
| Any               | Lloc               | Medalla           | Esdeveniment      |
| ----------------- | ------------------ | ----------------- | ----------------- |
| 2002              | Sevilla ( Espanya) | 2                 | K4 1000 m         |